# Vincenzo Garioni
Vincenzo Garioni (Montebelluna, 19 novembre 1856 - Venise, 24 avril 1929) était un général italien.

## Biographie
Garioni devient sous-lieutenant (sottotenente) dans les Bersaglieri en 1875 et, après avoir fréquenté l'École de guerre, entre à l'état-major général.
Promu colonel (colonnello), il commande en 1900 le corps expéditionnaire italien en Chine, envoyé pour mater la révolte des Boxers. De juillet 1902 à juin 1905, il a dirigé le Bureau I (Ufficio I). Plus tard, en tant que Général de division (Maggior generale), il a commandé la brigade "Casale", la brigade "Roma" et l'école d'application de l'infanterie. En 1911, il est promu lieutenant-général (tenente generale) et, après un bref commandement de la division "Padoua", il participe à la guerre italo-turque à la tête de la 5e division spéciale.
Avec les unités disponibles, le 11e régiment de Bersaglieri, le 60e régiment d'infanterie, le 1er bataillon de grenadiers, le 28e bataillon de Bersaglieri, les 6e et 7e bataillon érythréen, trois batteries d'artillerie et une compagnie du génie, divisés en deux colonnes sous le commandement du général Clemente Lequio et du colonel, puis général, Alberto Cavaciocchi, Garioni dirige l'occupation de Sidi-Said, près de la frontière tunisienne, à la fin du mois de juin. Le 14 juillet, c'est le tour des hauteurs de Sidi-Alì, à six kilomètres à l'est de Sidi-Said. Le 15 août, il se déplace vers l'intérieur des terres et conquiert Sidi Abd el-Samad, à huit kilomètres de Zouara. Une autre colonne dirigée par le général Tullio Tassoni arrive pour aider ses troupes.
En juin 1913, il est nommé gouverneur de la Tripolitaine italienne, poste qu'il occupe jusqu'à la fin de 1914, date à laquelle il reçoit le commandement du VIIe corps d'armée à Ancône. En janvier 1915, ses unités étaient engagées pour porter secours aux victimes du tremblement de terre qui avait frappé Avezzano et la région de Fucino.
Au début de la Première Guerre mondiale, il est toujours commandant du VIIe corps d'armée et dirige pendant une courte période la 3e armée du Prince Emanuele Filiberto de Savoie-Aoste. Sous son commandement dans la VIIe corps d'armée, les 13e et 14e division et le 2e régiment d'artillerie sont stationnés. Plus tard, il commandera également le VIe et le IIe corps d'armée. Pour la traversée de l'Isonzo à Plava, il est décoré de la médaille d'argent de la valeur militaire.
À partir du 5 août 1918, il est à nouveau gouverneur de la Tripolitaine et gouverneur-régent de la Cyrénaïque. Il arrive à Tripoli le 8 août avec pour mission d'écraser la révolte turco-arabe. Entre-temps, le sort de la guerre mondiale a commencé à tourner en faveur des forces de l'Entente. Après le triomphe de Vittorio Veneto et la défaite turco-allemande à Megiddo (Palestine), les forces rebelles arabes, déchirées par des luttes internes et abandonnées par leurs conseillers militaires ottomans et allemands, diluent leurs attaques contre les garnisons italiennes, permettant à Garioni de reprendre l'initiative avec succès. Le 17 mai 1919, il retourne en Italie et est libéré du service actif, pour mourir dix ans plus tard, en 1929.

## Décorations
- Commandeur de l'Ordre de la Couronne d'Italie
 - Officier de l'Ordre des Saints-Maurice-et-Lazare
 - Chevalier de l'Ordre militaire de Savoie - 10 juillet 1901
 - Commandeur de l'Ordre militaire de Savoie - 16 mars 1913
 - médaille d'argent de la valeur militaire - Traversée de l'Isonzo à Plava, juin 1915
 - Médaille commémorative de la campagne de Chine
 - Médaille commémorative de la campagne de Libye
 - Croix commémorative de la 3e armée
 - Médaille du mérite pour le tremblement de terre d'Avezzano en 1915
 - Croix d'or pour ancienneté de service (40 ans)
 - Médaille commémorative de la guerre italo-autrichienne 1915-1918 (4 années de campagne)
 - Médaille commémorative de l'Unité italienne
 - Médaille italienne de la Victoire interalliée

## Source
- (it) Cet article est partiellement ou en totalité issu de l’article de Wikipédia en italien intitulé « Vincenzo Garioni » (voir la liste des auteurs).